# 流江县
流江县，中国古县名。
北周武成元年（559年）置流江县，治所在今四川省渠县，属流江郡，为渠州及流江郡治。隋文帝开皇三年（583年）隋朝废流江郡，流江县为渠州治。隋炀帝大业三年（607年）流江县为宕渠郡治，唐高祖武德元年（618年）为渠州治。天宝、至德年间为潾山郡治。乾元之后依然为渠州治。五代十国隶属于前蜀、后蜀，宋朝时一直为渠州治。元朝至元二十六年（1289年）五月省入渠州。 